# BGL Luxembourg Open 2015
BGL Luxembourg Open 2015 byl tenisový turnaj pořádaný jako součást ženského okruhu WTA Tour, který se hrál na krytých dvorcích s tvrdým povrchem DecoTurf komplexu Kockelscheuer Sport Centre. Konal se mezi 19. až 25. říjnem 2015 v lucemburském hlavní městě Lucemburku jako 25. ročník turnaje.
Turnaj s rozpočtem 226 278 eur patřil do kategorie WTA International Tournaments. Poslední přímou postupující do hlavní singlové soutěže byla 92. belgická tenistka žebříčku WTA Yanina Wickmayerová. Nejvýše nasazenou hráčkou ve dvouhře se stala desátá tenistka světa Timea Bacsinszká ze Švýcarska, která utkání prvního kola skrečovala před rozehráním třetí sady. Tím přišla o možnost přímého postupu na Turnaj mistryň, na němž získala místo náhradnice.
Premiérový titul na okruhu WTA Tour si ve dvouhře připsala japonská hráčka Misaki Doiová. Deblovou soutěž ovládl německý pár Mona Barthelová a Laura Siegemundová.

## Distribuce bodů a finančních odměn

### Distribuce bodů
| Soutěž  | vítězky | finalistky | semifinalistky | čtvrtfinalistky | 16 v kole | 32 v kole | Q  | Q2 | Q1 |
| ------- | ------- | ---------- | -------------- | --------------- | --------- | --------- | -- | -- | -- |
| dvouhra | 280     | 180        | 110            | 60              | 30        | 1         | 18 | 12 | 1  |
| čtyřhra | 280     | 180        | 110            | 60              | 1         | —         | —  | —  | —  |

### Finanční odměny
| Soutěž                              | vítězky  | finalistky | semifinalistky | čtvrtfinalistky | 16 v kole | 32 v kole | Q3    | Q2    | Q1    |
| ----------------------------------- | -------- | ---------- | -------------- | --------------- | --------- | --------- | ----- | ----- | ----- |
| dvouhra                             | 34 667 € | 17 258 €   | 9 113 €        | 4 758 €         | 3 420 €   | 1 152 €   | 810 € | 589 € | 427 € |
| čtyřhra                             | 9 919 €  | 5 161 €    | 2 770 €        | 1 468 €         | 774 €     | —         | —     | —     | —     |
| částka ve čtyřhře je uvedena na pár |          |            |                |                 |           |           |       |       |       |

## Ženská dvouhra

### Nasazení
| Stát                          | Hráčka             | WTA | Nasazení |
| ----------------------------- | ------------------ | --- | -------- |
| Švýcarsko                     | Timea Bacsinszká   | 10. | 1.       |
| Srbsko                        | Ana Ivanovićová    | 12. | 2.       |
| Itálie                        | Sara Erraniová     | 18. | 3.       |
| Německo                       | Andrea Petkovicová | 20. | 4.       |
| Srbsko                        | Jelena Jankovićová | 24. | 5.       |
| USA                           | Sloane Stephensová | 30  | 6        |
| Česko                         | Barbora Strýcová   | 38. | 7.       |
| Německo                       | Annika Becková     | 41. | 8.       |
| Žebříček WTA k 12. říjnu 2015 |                    |     |          |

### Jiné formy účasti
Následující hráčky obdržely divokou kartu do hlavní soutěže:
- Tessah Andrianjafitrimová
- Mandy Minellaová
- Stefanie Vögeleová

Následující hráčky si zajistily postup do hlavní soutěže v kvalifikaci:
- Jana Čepelová
- Julie Coinová
- Richèl Hogenkampová
- Anna Tatišviliová

Následující hráčky postoupily do hlavní soutěže jako tzv. šťastné poražené:
- Océane Dodinová
- Laura Siegemundová

### Odhlášení
před zahájením turnaje
- Julia Görgesová → nahradila ji Océane Dodinová
- Daniela Hantuchová → nahradila ji Denisa Alertová
- Lucie Hradecká → nahradila ji Laura Siegemundová
- Madison Keysová → nahradila ji Anna-Lena Friedsamová
- Sabine Lisická → nahradila ji Andreea Mituová
- Magdaléna Rybáriková → nahradila ji Urszula Radwańská
- Roberta Vinciová → nahradila ji Misaki Doiová

### Skrečování
- Urszula Radwańská (poranění zad)
- Timea Bacsinszká (poranění levého kolena)

## Ženská čtyřhra

### Nasazení
| Stát                                                                       | Hráčka                     | Stát            | Hráčka                    | WTA  | Nasazení |
| -------------------------------------------------------------------------- | -------------------------- | --------------- | ------------------------- | ---- | -------- |
| Španělsko                                                                  | Anabel Medina Garriguesová | Španělsko       | Arantxa Parra Santonjaová | 67.  | 1.       |
| Nizozemsko                                                                 | Kiki Bertensová            | Švédsko         | Johanna Larssonová        | 80.  | 2.       |
| Německo                                                                    | Mona Barthelová            | Německo         | Laura Siegemundová        | 141. | 3.       |
| Belgie                                                                     | Ysaline Bonaventureová     | Lichtenštejnsko | Stephanie Vogtová         | 165. | 4.       |
| Žebříček WTA k 12. říjnu 2015; číslo je součtem umístění obou členek páru. |                            |                 |                           |      |          |

### Jiné formy účasti
Následující pár obdržel do čtyřhry divokou kartu:
- Claudia Coppolová /  Sílvia Solerová Espinosová

## Přehled finále

### Ženská dvouhra
- Misaki Doiová vs.  Mona Barthelová, 6–4, 6–7(7–9), 6–0

### Ženská čtyřhra
- Mona Barthelová /  Laura Siegemundová vs.  Anabel Medinaová Garriguesová /  Arantxa Parraová Santonjaová, 6–2 , 7–6(7–2)